# Гертруда фон Бабенберг
Гертруда фон Бабенберг (1120 — 4 августа 1150, Прага) — княгиня Чехии.
Первая жена Владислава II, князя Чехии с 1140 года, короля Чехии (1158—1173).

## Биография

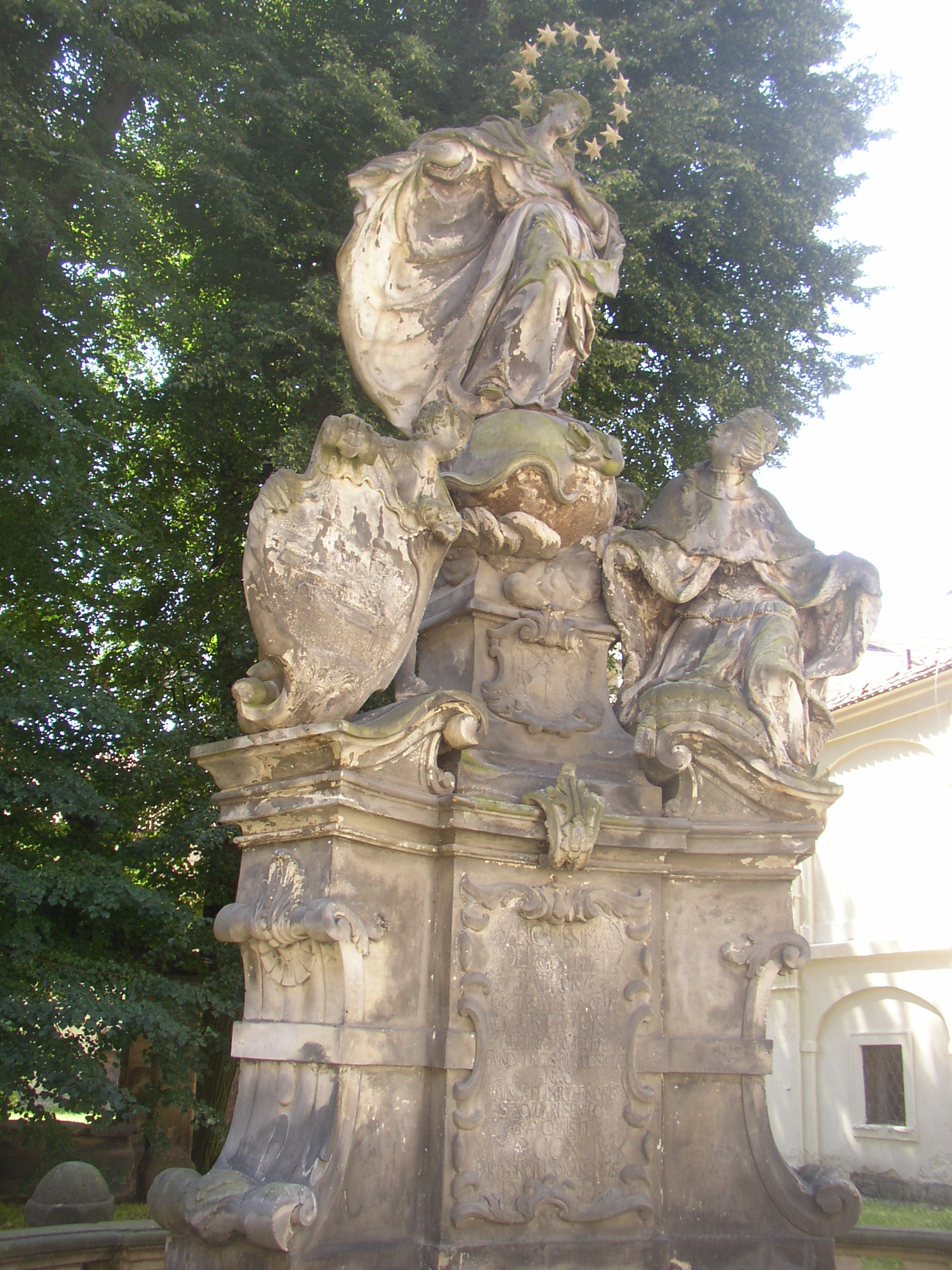
Статуя Девы Марии и княгини Гертруды в Доксанском монастыре премонстрантов. Скульптура была сделана в 1744 году в честь 600-летия со дня основания монастыря князем Владиславом II и его женой Гертрудой фон Бабенберг

Гертруда родилась в семье маркграфа Австрии Леопольда III Святого и Агнессы фон Вайблинген, герцогини Швабии, дочери Генриха IV, императора Священной Римской империи.
Племянница императора Священной Римской империи Генриха V. Её сестра Агнесса фон Бабенберг была женой князь-принцепса Польши Владислава II Изгнанника.
Вышла замуж за Владислава II в 1140 году. В 1142 г. Гертруда совместно с младшим братом Владислава Депольтом успешно обороняла замок на Пражском Граде от осадивших его восставших моравских князей Конрада II Зноемского, Вратислава II Брненского и Оттона III Детлеба. В это время Владислав отсутствовал в замке, так как отправился в Германию за поддержкой к Конраду III, который помог своему шурину вернуть княжество и удержаться на престоле.
От брака с Владиславом II родились дети:
- Фридрих (Бедржих) (ум. 25 марта 1189), князь Чехии 1172—1173, 1178—1189, князь Оломоуца 1169—1172
- Агнесса (Анежка) Богемская (ум. 7 июня 1228), аббатиса монастыря Святого Георга в Праге в 1224
- Святополк (ум. после 15 октября 1169)
- Войтех (Адальберт) (ум. апрель 1203), архиепископ Зальцбурга 1168—1174, 1183—1200
- дочь; муж: Ярослав Изяславич (ок. 1132—1180), князь туровский 1146, новгородский 1148—1154, луцкий 1157—1178, великий князь киевский 1174—1175

По инициативе Гертруды фон Бабенберг были приглашены в страну служители новых католических монашеских орденов — премонстранты и цистерцианцы, а затем госпитальеры. Для них при её участии были основаны Плаский, Доксанский и Страговский монастыри в Чехии.
Умерла после десяти лет брака в возрасте 30 лет. Сперва была похоронена в Страговском монастыре, а затем её останки были перенесены в Доксаны.